# Зозуля Тетяна Вікторівна
Зоз́уля Тет́яна В́ікторівна — український режисер та продюсер. З 2022 року художній керівник міжнародного арт проекту "Українська мандрівна опера" . З липня 2020 року художній керівник і головний режисер оперної платформи LAVRA OPERA.  З червня 2013 року очолювала Мистецько-концертний центр ім. Івана Козловського Київського національного академічного театру оперети.

## Життєпис
Народилася 13 травня 1961 року в Києві у родині відомого оперного співака Віктора Куріна. З раннього віку навчалася музиці, з 4 років брала участь у оперних виставах як виконавиця дитячих ролей.
Після спеціалізованої школи-десятирічки (фортепіанний факультет) закінчила:
- Київське державне музичне училище ім. Р. М. Глієра — 1980 рік, диригентсько-хоровий, 1985 — вокальний факультети;
- Національний університет культури та мистецтв — 1996 рік, факультет народного виконавства та фольклористики, клас Анатолія Іваницького;
- Національну музичну академію України ім. П. І. Чайковського — 2003, факультет музичної режисури, клас Віктора Шулакова і Володимира Лукашева.

Втілила понад 400 культурних проектів: не тільки постановок класичних опер, концертів і вистав, а також арт-програм, вистав-вернисажів, визначних подій, балів, урочистостей, форумів, програм для молоді та конкурсів модельєрів.
Режисер-постановник опер, серед яких «Сестра Анджеліка» Джакомо Пуччіні і «Алкід» Дмитра Бортнянського — вперше в Україні, «Діалоги Вінченцо Галілея» Олександра Костіна, режисер опер «Тоска» Джакомо Пуччіні (Одеський театр опери і балету), «Руслан і Людмила» (композиція за оперою Михайла Глінки та поемою Олександра Пушкіна), опери-концерти «Серенада», «Привид опери в Будинку Булгакова», «Вечірок» та багато інших. Засновник і художній керівник міжнародних фестивалів «Квіт сакури» (Україна-Японія) та «Міланські вечори у Києві» (Україна-Італія). Режисер-постановник виставок розкоші Luxury-temptation в Україні (2007, 2008). У червні 2010 року поставила виставу «Історії про Любов» з солісткою «Метрополітен-опера» Джойс Гаєр (сопрано, США).
Член Національної спілки театральних діячів України з 2004 року.
Автор літературних творів, п'єс, віршів, статей. Нагороджена численними грамотами та подяками громадських та благодійних організацій. Працювала не тільки в Україні, а також в Італії, Естонії, Грузії. Член журі численних міжнародних оперних конкурсів, серед яких Luigi Illica Opera Stage (Італія), конкурс Тіїта Куузіка (Естонія). Офіційний представник Асоціації Луїджі Ілліка (Італія). Брала участь у створенні нової опери Грузії «Регіон-опера» у Тбілісі, де є запрошеним режисером-постановником (вистави «Ріголетто» Джузеппе Верді, «Пікова дама» Петра Чайковського, «Тоска» Джакомо Пуччіні).
Викладає, проводить майстер-класи на міжнародних конкурсах.
Працювала із видатними світовими оперними співаками, серед яких баритон Роландо Панераї (Італія), сопрано Джойс Гаєр (США), із диригентами Володимиром Сіренком, Яремою Скібинським, Миколою Дядюрою, Ігорем Андрієвським, Валерієм Матюхіним (Україна), Олександрою Ковган (США), Валеріо Галлі і Алан Фрайліс-Магнатта (Італія), Єркі Пехк (Естонія), з художниками, серед яких: Марія Левітська, Наталія Бевзенко-Зінкіна, Лариса Пуханова, Василь Дідик, Ганна Криволап, Сільвія Растеллі (Італія), скульптори Євген Дерев'янко, Вадим Жуковський, Анатолій Валієв, Джорджіо Растеллі (Італія).